# أوقات إف إم

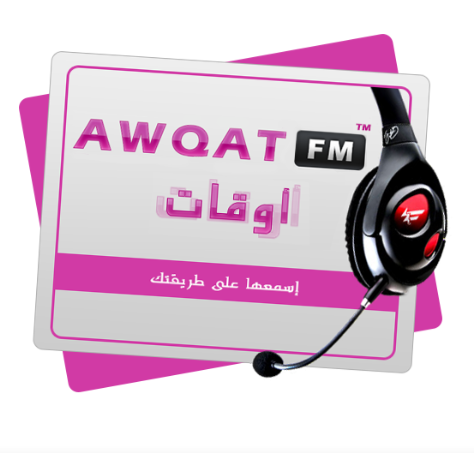
شعار راديو أوقات إف إم الجديد

راديو أوقات إف إم، أول راديو أردني يبث عن طريق الإنترنت.
ولدت أوقات كإذاعة تبث عن طريق الإنترنت، كفكرة تطمح لإيصال صوت الشباب بطريقة عصرية وإعلامية تواكب التكنولوجيا الحديثة من خلال برامجها الشبابية والثقافية والاجتماعية والتربوية والدينية.

## نبذة عن أوقات إف إم
انطلقت إذاعة «أوقات إف إم» في سماء الإذاعات في عمان - الأردن بتاريخ 29/6/2010. وتميزت إذاعة أوقات إف إم عن غيرها ببثها لبرامج تخص جميع الفئات العمرية. وهي إذاعة مستقلة غير تابعة لأي جهة رسمية وتبث من خلال الإنترنت فقط.

## الكادر
- خلدون الخطيب، صاحب فكرة أوقات إف إم، والمدير العام للإذاعة.
- عبد الرحمن عيد، من مؤسسي الإذاعة. معدّ ومقدم برنامج رسائل الحب.
- رامي ارشيد، معدّ ومقدم برنامج المايك بايدك.
- علاء السربجي، معدّ ومقدم برنامج مايسترو القلم.
- خضر الخطيب.
- فادي إبراهيم.
- صدام القاضي.
- الدكتور جعفر المعايطة.
- الشيخ عماد مرار.

## روابط مهمة للمتابعة
- Www.awqatfm.com
- Www.facebook.com/awqat.fm
- www.twitter.com/awqatfm
- www.youtube.com/awqatfm
- Www.vimeo.com/awqatfm